# Мија Сеферовић
Мија Сеферовић Славуј, (Јагодина, око 1860. - Јагодина, 1916) био је један од првих српских виртуоза на виолини, један од најпознатијих виолиниста свога времена.

## Живот
Мија је пореклом био турски Циганин и право му је име било Муја. Рођен је око 1860. у Јагодини. Отац му је био у оно време чувени зурлаш Сефер, од кога је још у раном детињству научио свирати оријенталне мелодије и игре, као и од свога стрица, доброг старог свирача Пуже, тако да кад му је било шеснаест година, био је већ изашао на глас као одличан свирач на виолини.
Али од њега је постао прави мајстор тек онда кад је у Србију дошао из Мађарске ондашњи надалеко чувени мађарски Циганин свирач Фердинанд са својом добро склопљеном свирачком дружином. Фердинанд је свирао у разним местима наше земље, а највише у Београду.
Кад је Фердинанд са својом дружином дошао у Мијино родно место Јагодину, Мија га је замолио да га прими у његов оркестар, што је Фердинанд, кад је видео какав је то свирач, одмах одобрио и примио га за другог виолинисту (терцаша). Мија се одмах прилагодио Фердинандовом начину свирања и за време од три месеца, док је са њим путовао и свирао, научио је много и схватио шта значи прецизно и лепо свирати.
Напустивши, због мајчине болести ту дружину, Мија је нешто доцније засновао сам своју прослављену свирачку дружину, састављену готово искључиво од својих рођака, добрих јагодинских музиканата. Најбољи му је терцаш био његов брат од стрица Која Јанић, а најбољи бегешар рођак Мија Суљић. Доцније је увео у оркестар своје синове Косту (који је пре тога био у војној музици у Београду) и Цалета, знатно бољег свирача од Косте.
Мијина свирачка дружина почела је одмах излазити на глас не само у Србији већ и у Румунији, Бугарској, Турској, Срему, Бачкој и Банату. Она је готово непрестано била на путу, свирајући по нашим већим местима; сваког лета она је прелазила границу и свирала по великим кафанама у местима ван наше земље. У поједина наша места, као и преко Саве и Дунава, Мија је често позиван да свира на великим свадбама и банкетима.
Зарађивао је добро и није било ретко да се враћао кући у Јагодину, како је он говорио, "с пун ћемер жути дукати". Стекао је и кућу у Јагодини и живео боље но обични Цигани свирачи. У кући је имао читаву колекцију виолина; био је изванредан мајстор за оправке музичких инструмената. Мија, иако је био муслиман, имао је само једну жену. Са њом имао је седам кћери и петнаест синова.
У свирању је био "слухиста" каквога ваљда, никада више неће бити. И најтеже комаде учио је "на слух", не узимајући виолину у руку; кад је комад одсвиран, он би узео своју виолину и тачно га одсвирао.
Дружио се са познатим људима свога времена, а међу највеће његове пријатеље спадао је Михајло Петровић - Мика Алас.
За време Великог рата Мија је остао у земљи и да би преживео често је у кафанама свирао немачким официрима. Међутим, умро је 1916. године у доста великој беди и сахрањен на муслиманском гробљу. Његова супруга Бисерка сахрањена је 1932. године на Старом гробљу због измештања муслиманског гробља. Последње њихово дете, иначе 22. по реду, умрло је 1950. године.